# Videogiochi arcade SNK Corporation
Lista di videogiochi arcade prodotti da SNK Corporation:

## Anni 70
- Ozma Wars (1979)
- Safari Rally (1979)

## Anni 80
- Sasuke vs. Commander (1980)
- Zarzon / Satan of Saturn (1981)
- Fantasy (1981)
- Vanguard (1981)
- Lasso (1982)
- Pioneer Balloon (1982)
- Munch Mobile / Joyful Road (1983)
- Marvin's Maze (1983)
- Gladiator 1984 (1984)
- Jumping Cross (1984)
- Mad Crasher (1984)
- Main Event (1984)
- Vanguard II (1984)
- Alpha Mission (1985)
- Canvas Croquis (1985)
- HAL21 (1985)
- Tank (1985)
- Athena (1986)
- Victory Road (1986)
- Ikari Warriors (1986)
- Meijinsen (1986)
- Bermuda Triangle (1987)
- Guerrilla War (1987)
- Mahjong Block Jongbou (1987)
- Psycho Soldier (1987)
- TouchDown Fever (1987)
- World Wars (1987)
- Chopper I (1988)
- Fighting Golf (1988)
- P.O.W.: Prisoners of War (1988)
- Fighting Soccer (1988)
- Gold Medalist (1988)
- The Legend of Air Cavalry (1988)
- Paddle Mania (1988)
- TouchDown Fever 2 (1988)
- Beast Busters (1989)
- Prehistoric Isle in 1930 (1989)
- Ikari III - The Rescue (1989)
- Mechanized Attack (1989)
- SAR - Search and Rescue (1989)
- Street Smart (1989)
- The Next Space (1989)

## Anni 90
- Baseball Stars Professional (1990)
- Cyber-Lip (1990)
- League Bowling (1990)
- Mahjong Kyoretsuden (1990)
- NAM-1975 (1990)
- Puzzled (1990)
- Riding Hero (1990)
- The Super Spy (1990)
- Top Player's Golf (1990)
- Alpha Mission II (1991)
- Burning Fight (1991)
- Eightman (1991)
- Fatal Fury: King of Fighters (1991)
- Ghost Pilots (1991)
- King of the Monsters (1991)
- Kuizu Dai Sōsa-sen - The Last Count Down (1991)
- Robo Army (1991)
- Sengoku (1991)
- Super Baseball 2020 (1991)
- Art of Fighting (1992)
- Baseball Stars 2 (1992)
- Fatal Fury 2 (1992)
- Football Frenzy (1992)
- King of the Monsters 2: The Next Thing (1992)
- Last Resort (1992)
- Mutation Nation (1992)
- Kuizu Meitantei Neo & Jio - Quiz Daisousasen Part 2 (1992)
- Soccer Brawl (1992)
- Super Sidekicks (1992)
- 3 Count Bout (1993)
- Fatal Fury Special (1993)
- Samurai Shodown (1993)
- Sengoku 2 (1993)
- Art of Fighting 2 (1994)
- Samurai Shodown II (1994)
- Super Sidekicks 2: The World Championship (1994)
- The King of Fighters '94 (1994)
- Top Hunter: Roddy & Cathy (1994)
- Fatal Fury 3 (1995)
- Real Bout Fatal Fury (1995)
- Samurai Shodown III (1995)
- Savage Reign (1995)
- Super Sidekicks 3: The Next Glory (1995)
- The King of Fighters '95 (1995)
- Art of Fighting 3: The Path of the Warrior (1996)
- Kizuna Encounter: Super Tag Battle (1996)
- Real Bout Fatal Fury Special (1996)
- Samurai Shodown IV (1996)
- The King of Fighters '96 (1996)
- The Ultimate 11: SNK Football Championship (1996)
- Metal Slug (1996)
- Roads Edge (1997)
- The King of Fighters '97 (1997)
- The Last Blade (1997)
- Beast Busters: Second Nightmare (1998)
- Fatal Fury: Wild Ambition (1998)
- Metal Slug 2 (1998)
- Neo Geo Cup '98: The Road to the Victory (1998)
- Real Bout Fatal Fury 2: The Newcomers (1998)
- Samurai Shodown 64 (1998)
- The King of Fighters '98 (1998)
- The Last Blade 2 (1998)
- Xtreme Rally (1998)
- Buriki One (1999)
- Garou: Mark of the Wolves (1999)
- Metal Slug X (1999)
- The King of Fighters '99 (1999)

## Anni 2000
- Metal Slug 3 (2000)
- The King of Fighters 2000 (2000)
- ZuPaPa! (2001)
- The King of Fighters 2001 (2001)
- Metal Slug 4 (2002)
- The King of Fighters 2002 (2002)
- Metal Slug 5 (2003)
- SNK vs. Capcom: SVC Chaos (2003)
- Samurai Shodown V (2003)
- The King of Fighters 2003 (2003)
- Samurai Shodown V Special (2004)
- The King of Fighters Neowave (2004)
- The King of Fighters XI (2005)
- Metal Slug 6 (2006)
- Samurai Shodown VI (2006)
- The King of Fighters '98: Ultimate Match (2008)
- The King of Fighters XII (2009)

## Anni 2010
- The King of Fighters XIII (2010)
- The King of Fighters XIV Arcade Ver. (2017)